# ペッセ・カヌー
ペッセ・カヌー（英: Pesse canoe、蘭: Kano van Pesse）は、オランダ・ドレンテ州のペッセで発見された、知られている限り世界最古のボートと考えられているもの。同時に知られている最古のカヌーであるとも考えられており、炭素年代測定法によると、このボートが建造されたのは紀元前8040年から紀元前7510年の中石器時代初期という。現在は、オランダのアッセンにあるドレンテ博物館に展示されている。

## 概要
長さ298センチメートル（117インチ）、幅44センチメートル（17インチ）の丸木舟で、ヨーロッパアカマツの大木1本から作られた。空洞には、燧石ないしは枝角から作った道具により作られたと思しき跡が残されている。
1万年前に氷河期（最終氷期）が終わると、地球全体で氷が溶けるとともに海面が上昇し、現在のオランダ北部にあたる低地ではそれまでの狩猟に加えて木の実の採取や漁撈が可能になった反面、洪水が多発するようになった。氷河期終了とほぼ同時期に作られたペッセ・カヌーは、その大半の時間を沼地や小川・湖などの水辺での狩猟や漁撈に費やしていた当時の住民にとって誂え向きの乗り物であった。このことは、オランダを流れるマース川、ライン川、ワール川の流域で発見された、紀元前5500年から紀元前5000年前の墳墓からも確認できる。墓の近くにあった食べ物の跡から判断すると、彼らは燧石で矢を射て鳥を捕り、果物や野菜、木の実を採っていただけでなく、安全な砂丘の高台に住み、カヌーを使って川でカワカマスを捕っていたという。

## 研究史
この船は1955年、オランダの高速道路A28の建設中に発見された。このルートはホーヘフェーンのペッセ村の南を通り、泥炭地（ボグ）だった場所を通る。車道を建設するためには泥炭を除去する必要があり、掘削中にクレーンの運転手が地表より2メートル（6フィート7インチ）下にある木の幹と思われるものに出くわした。地元の農夫ヘンドリック・ワンダース（Hendrik Wanders）がその丸太に気づき、さらに詳しく調べるために持ち帰った。彼はボートをフローニンゲン大学にこれを寄贈、そこでカヌーは検査を受け、保存のために凍結乾燥（フリーズドライ）された。その後、発見現場の近くにあるドレンツ博物館に移送された。

## 議論
デンマークの考古学者は、これほど小さな船で航海に耐えられるのかと疑問を呈したことがある。2001年、考古学者ヤープ・ボイカー（Jaap Beuker）によって作られた正確なレプリカを、カヌーイストが漕ぐことに成功し、真に舟としてペッセ・カヌーが機能していたことが示された。このほか、ペッセ・カヌーは動物の餌箱（給餌器）のような別の物体だったのではないかという説もある。ボイカー氏は、この船の時代の人々は動物を飼っていなかった（実際、中石器時代のヨーロッパでは、家畜化された農耕動物や使役動物はまだどこにも飼われていなかった）ので、桶であるはずがないと指摘した。またこの船は他の国で発見された先史時代のカヌーと構造が似ている。